# Adissan
Adissan [a.di.sɑ̃] (en occitan Adiçan [a.ði.'san]) est une commune française située dans le centre du département de l'Hérault, en région Occitanie.
Exposée à un climat méditerranéen, elle est drainée par la Boyne et par un autre cours d'eau. La commune possède un patrimoine naturel remarquable composé d'une zone naturelle d'intérêt écologique, faunistique et floristique.
Adissan est une commune rurale qui compte 1 347 habitants en 2022, après avoir connu une forte hausse de la population depuis 1975. Ses habitants sont appelés les Adissanais et Adissanaises.

## Géographie

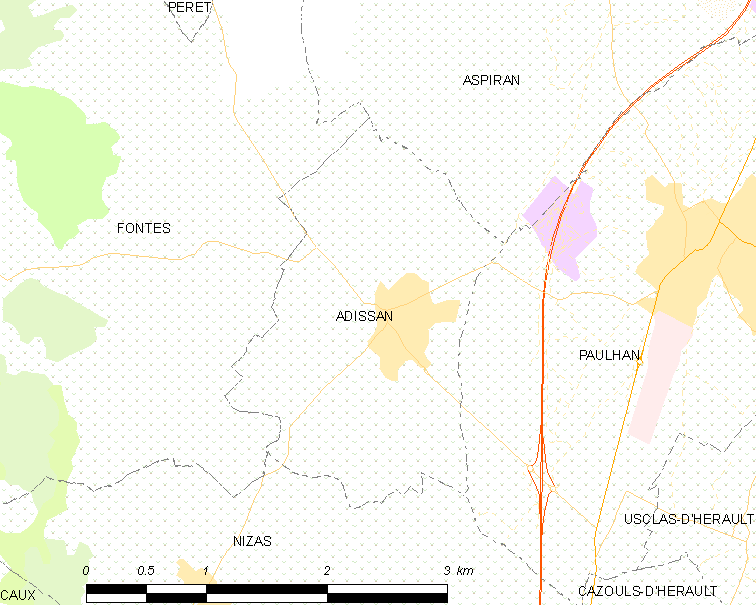
Carte.

Au cœur du département de l'Hérault, presque à égale distance de Béziers et de Montpellier, Adissan est au centre géographique du vignoble languedocien.
Ce village de 1 347 habitants se situe sur les coteaux dominant le fleuve Hérault. Bénéficiant d'un climat méditerranéen sec et ensoleillé, d'un terroir hors du commun par sa richesse et sa variété, les hommes y cultivent la vigne depuis 2000 ans. De tout temps la principale richesse fut la vigne et notamment la clairette qui fait encore actuellement le renom du village.

### Communes limitrophes
|        | Aspiran |         |
| Fontès | Adissan | Paulhan |
|        | Nizas   |         |

### Voies de communication et transports
La commune est desservie par la ligne E (Adissan - Pézenas Gare Routière) du réseau Cap'bus et par les lignes 671 (Fontès - Pézenas) et 672 (Adissan - Saint-Jean-de-Védas) du réseau liO.

### Climat
Pour des articles plus généraux, voir Climat de l'Occitanie et Climat de l'Hérault.
En 2010, le climat de la commune est de type climat méditerranéen franc, selon une étude s'appuyant sur une série de données couvrant la période 1971-2000. En 2020, Météo-France publie une typologie des climats de la France métropolitaine dans laquelle la commune est exposée à un climat méditerranéen et est dans la région climatique Provence, Languedoc-Roussillon, caractérisée par une pluviométrie faible en été, un très bon ensoleillement (2 600 h/an), un été chaud (21,5 °C), un air très sec en été, sec en toutes saisons, des vents forts (fréquence de 40 à 50 % de vents > 5 m/s) et peu de brouillards.
Pour la période 1971-2000, la température annuelle moyenne est de 14,6 °C, avec une amplitude thermique annuelle de 16,2 °C. Le cumul annuel moyen de précipitations est de 714 mm, avec 6 jours de précipitations en janvier et 2,7 jours en juillet. Pour la période 1991-2020, la température moyenne annuelle observée sur la station météorologique la plus proche, située sur la commune de Roujan à 10 km à vol d'oiseau, est de 14,7 °C et le cumul annuel moyen de précipitations est de 577,8 mm,. Pour l'avenir, les paramètres climatiques de la commune estimés pour 2050 selon différents scénarios d’émission de gaz à effet de serre sont consultables sur un site dédié publié par Météo-France en novembre 2022.

### Milieux naturels et biodiversité

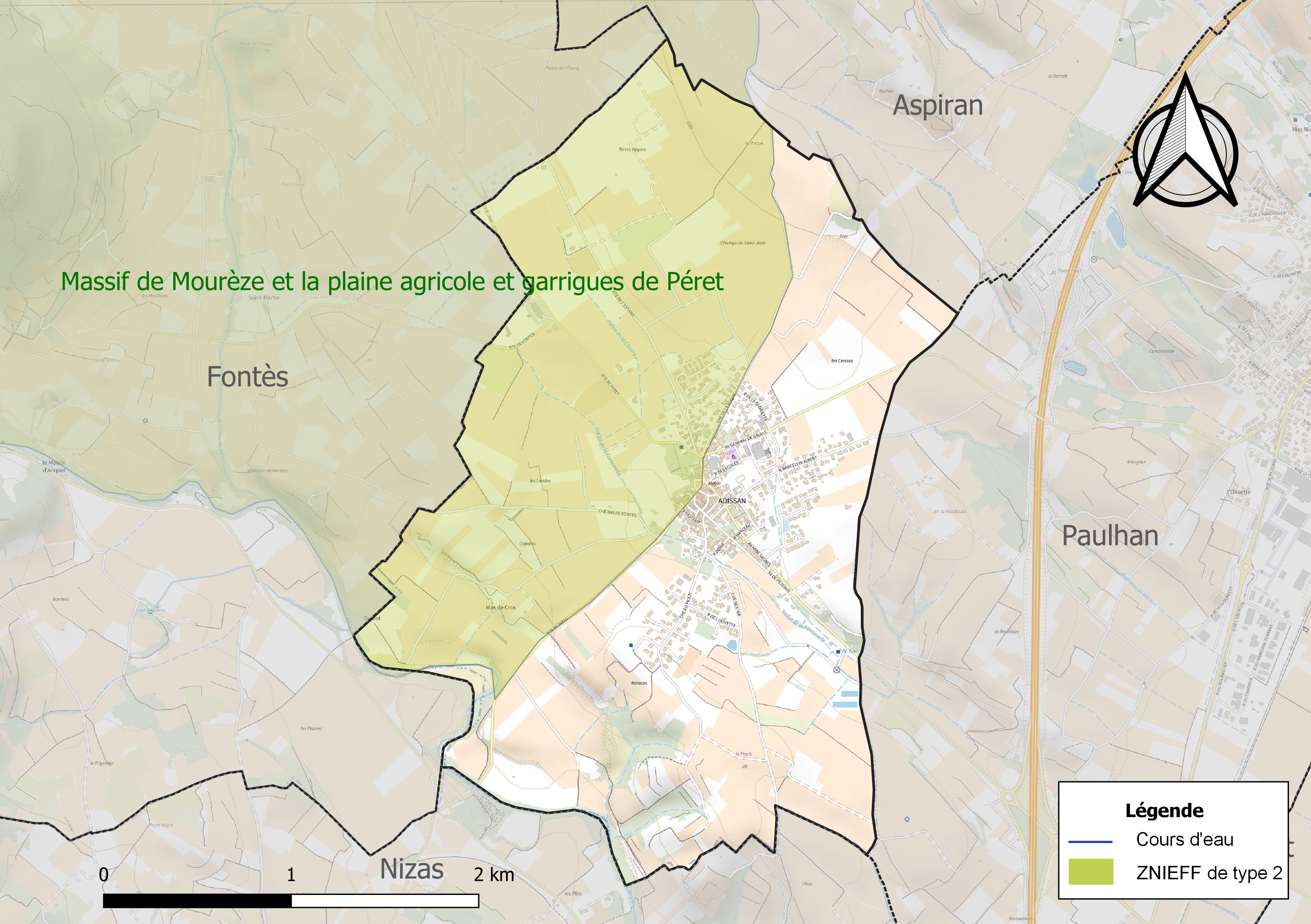
Carte de la ZNIEFF de type 2 localisée sur la commune.

L’inventaire des zones naturelles d'intérêt écologique, faunistique et floristique (ZNIEFF) a pour objectif de réaliser une couverture des zones les plus intéressantes sur le plan écologique, essentiellement dans la perspective d’améliorer la connaissance du patrimoine naturel national et de fournir aux différents décideurs un outil d’aide à la prise en compte de l’environnement dans l’aménagement du territoire.
Une ZNIEFF de type 2 est recensée sur la commune :
le « massif de Mourèze et la plaine agricole et garrigues de Péret » (8 126 ha), couvrant 13 communes du département.

## Urbanisme

### Typologie
Au 1er janvier 2024, Adissan est catégorisée bourg rural, selon la nouvelle grille communale de densité à sept niveaux définie par l'Insee en 2022.
Elle est située hors unité urbaine et hors attraction des villes,.

### Occupation des sols
L'occupation des sols de la commune, telle qu'elle ressort de la base de données européenne d’occupation biophysique des sols Corine Land Cover (CLC), est marquée par l'importance des territoires agricoles (88,7 % en 2018), en diminution par rapport à 1990 (91,5 %). La répartition détaillée en 2018 est la suivante : 
cultures permanentes (78,3 %), zones urbanisées (11,3 %), zones agricoles hétérogènes (10,4 %). L'évolution de l’occupation des sols de la commune et de ses infrastructures peut être observée sur les différentes représentations cartographiques du territoire : la carte de Cassini (XVIIIe siècle), la carte d'état-major (1820-1866) et les cartes ou photos aériennes de l'IGN pour la période actuelle (1950 à aujourd'hui).

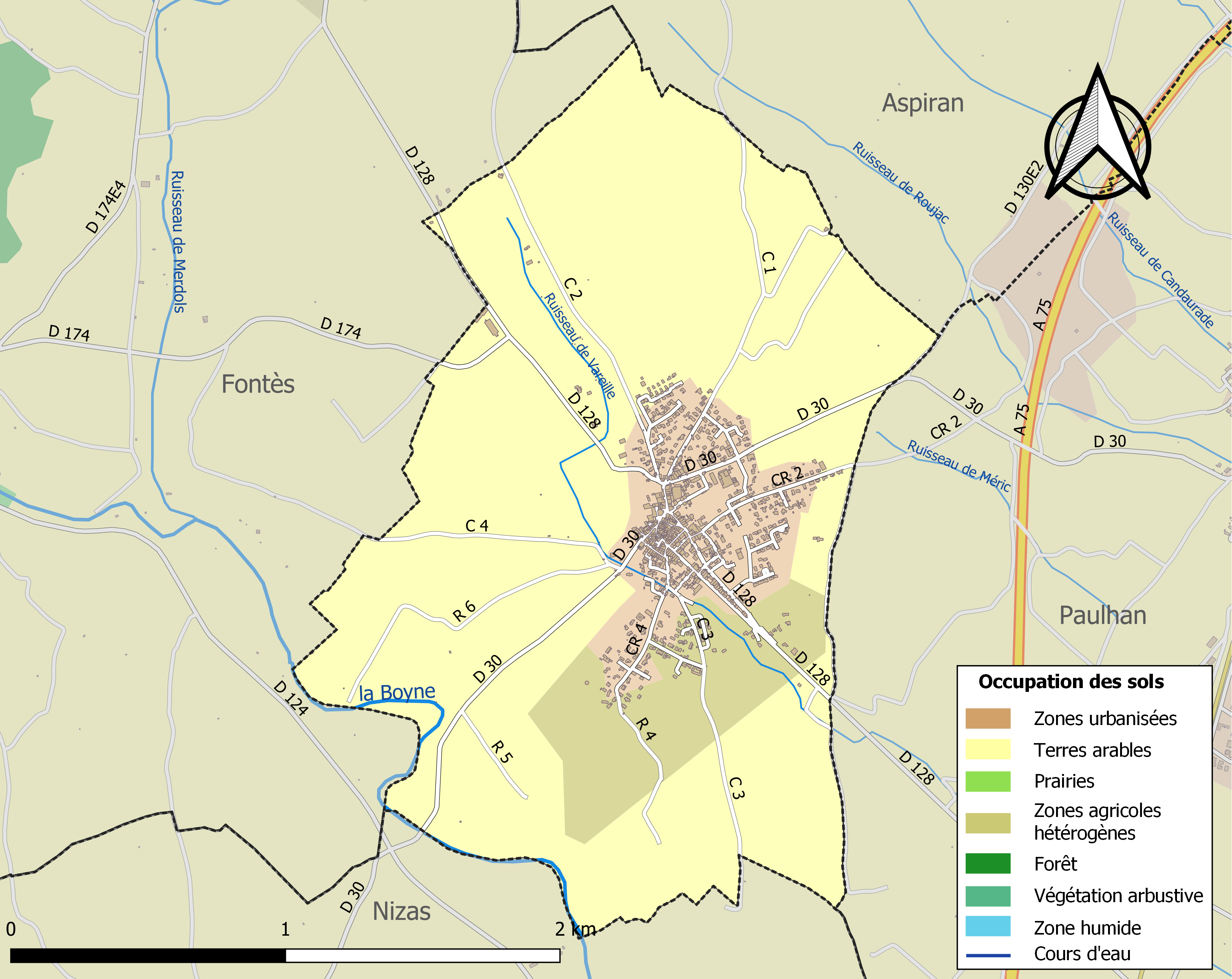
Carte des infrastructures et de l'occupation des sols de la commune en 2018 (CLC).

### Risques majeurs
Le territoire de la commune d'Adissan est vulnérable à différents aléas naturels : météorologiques (tempête, orage, neige, grand froid, canicule ou sécheresse), inondations, feux de forêts et séisme (sismicité faible). Il est également exposé à un risque technologique,  le transport de matières dangereuses. Un site publié par le BRGM permet d'évaluer simplement et rapidement les risques d'un bien localisé soit par son adresse soit par le numéro de sa parcelle.

#### Risques naturels
Certaines parties du territoire communal sont susceptibles d’être affectées par le risque d’inondation par débordement de cours d'eau, notamment la Boyne. La commune a été reconnue en état de catastrophe naturelle au titre des dommages causés par les inondations et coulées de boue survenues en 1982, 1984, 1986, 1996, 1999, 2003, 2014 et 2019,.
Adissan est exposée au risque de feu de forêt. Un plan départemental de protection des forêts contre les incendies (PDPFCI) a été approuvé en juin 2013 et court jusqu'en 2022, où il doit être renouvelé. Les mesures individuelles de prévention contre les incendies sont précisées par deux arrêtés préfectoraux et s’appliquent dans les zones exposées aux incendies de forêt et à moins de 200 mètres de celles-ci (soit sur plus de 56 % de la superficie du département). L’arrêté du 25 avril 2002 réglemente l'emploi du feu en interdisant notamment d’apporter du feu, de fumer et de jeter des mégots de cigarette dans les espaces sensibles et sur les voies qui les traversent sous peine de sanctions. L'arrêté du 11 mars 2013 rend le débroussaillement obligatoire, incombant au propriétaire ou ayant droit,.

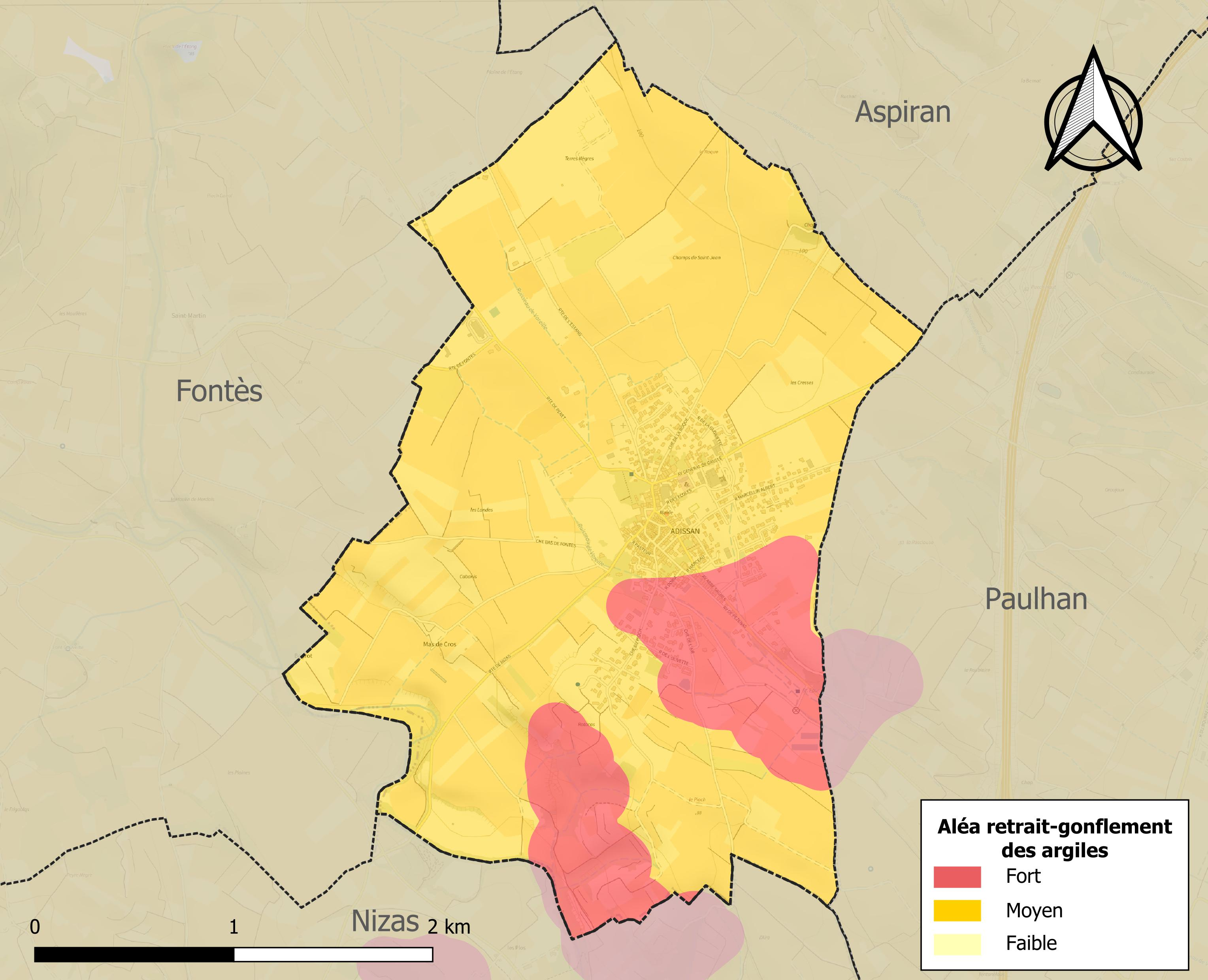
Carte des zones d'aléa retrait-gonflement des sols argileux d'Adissan.

Le retrait-gonflement des sols argileux est susceptible d'engendrer des dommages importants aux bâtiments en cas d’alternance de périodes de sécheresse et de pluie. La totalité de la commune est en aléa moyen ou fort (59,3 % au niveau départemental et 48,5 % au niveau national). Sur les 560 bâtiments dénombrés sur la commune en 2019, 560 sont en aléa moyen ou fort, soit 100 %, à comparer aux 85 % au niveau départemental et 54 % au niveau national. Une cartographie de l'exposition du territoire national au retrait gonflement des sols argileux est disponible sur le site du BRGM,.
Par ailleurs, afin de mieux appréhender le risque d’affaissement de terrain, l'inventaire national des cavités souterraines permet de localiser celles situées sur la commune.

#### Risques technologiques
Le risque de transport de matières dangereuses sur la commune est lié à sa traversée par des infrastructures routières ou ferroviaires importantes ou la présence d'une canalisation de transport d'hydrocarbures. Un accident se produisant sur de telles infrastructures est susceptible d’avoir des effets graves sur les biens, les personnes ou l'environnement, selon la nature du matériau transporté. Des dispositions d’urbanisme peuvent être préconisées en conséquence.

## Toponymie
Le nom de la localité est attesté sous la forme parrochia S. Adriani de Adiciano en 1175, Deyssano (« Rector de Deyssano ») en 1323, dans la phrase Villa cum ecclesia S. Adriani de Adissano en 1536 Adissan en 1571.
Nom de domaine romain : gentilice latin Atissius + suffixe latin -anum.
Adiçan en occitan.

## Politique et administration

### Tendances politiques et résultats
Le résultat de l'élection présidentielle de 2012 dans cette commune est le suivant :
| Candidat       | Candidat                    | Premier tour | Premier tour | Second tour | Second tour |
| Candidat       | Candidat                    | Voix         | %            | Voix        | %           |
| -------------- | --------------------------- | ------------ | ------------ | ----------- | ----------- |
|                | Eva Joly (EÉLV)             | 5            | 0,77         |             |             |
|                | Marine Le Pen (FN)          | 171          | 26,35        |             |             |
|                | Nicolas Sarkozy (UMP)       | 150          | 23,11        | 267         | 43,63       |
|                | Jean-Luc Mélenchon (FG)     | 65           | 10,02        |             |             |
|                | Philippe Poutou (NPA)       | 10           | 1,54         |             |             |
|                | Nathalie Arthaud (LO)       | 0            | 0,00         |             |             |
|                | Jacques Cheminade (SP)      | 1            | 0,15         |             |             |
|                | François Bayrou (MoDem)     | 33           | 5,08         |             |             |
|                | Nicolas Dupont-Aignan (DLR) | 7            | 1,08         |             |             |
|                | François Hollande (PS)      | 207          | 31,90        | 345         | 56,37       |
|                |                             |              |              |             |             |
| Inscrits       | Inscrits                    | 768          | 100,00       | 768         | 100,00      |
| Abstentions    | Abstentions                 | 97           | 12,63        | 112         | 14,58       |
| Votants        | Votants                     | 671          | 87,37        | 656         | 85,42       |
| Blancs et nuls | Blancs et nuls              | 22           | 3,28         | 44          | 6,71        |
| Exprimés       | Exprimés                    | 649          | 96,72        | 612         | 93,29       |

### Liste des maires
| Période | Période                    | Identité        | Étiquette                               | Qualité                                          |
| ------- | -------------------------- | --------------- | --------------------------------------- | ------------------------------------------------ |
| 1944    | 1945                       | Jules Salasc    |                                         |                                                  |
| 1945    | 1977                       | Paul Moulières  | MRP                                     |                                                  |
| 1977    | 1983                       | Joseph Bertrand |                                         |                                                  |
| 1983    | 1995                       | Paul Estève     |                                         |                                                  |
| 1995    | 2008                       | Joseph Imbert   |                                         |                                                  |
| 2008    | 2017                       | Philippe Huppé  | UDI puis Parti Radical puis En Marche ! | Historien, réélu en 2014 Élu député en juin 2017 |
| 2017    | En cours (au 19 juin 2020) | Patrick Lario,  |                                         |                                                  |

### Jumelages
Adissan est jumelée avec :
- Lorca (Espagne) depuis le 14 juillet 2016.

## Démographie
L'évolution du nombre d'habitants est connue à travers les recensements de la population effectués dans la commune depuis 1793. Pour les communes de moins de 10 000 habitants, une enquête de recensement portant sur toute la population est réalisée tous les cinq ans, les populations de référence des années intermédiaires étant quant à elles estimées par interpolation ou extrapolation. Pour la commune, le premier recensement exhaustif entrant dans le cadre du nouveau dispositif a été réalisé en 2008.

En 2022, la commune comptait 1 347 habitants, en évolution de +13,86 % par rapport à 2016 (Hérault : +7,49 %, France hors Mayotte : +2,11 %).
| 1793 | 1800 | 1806 | 1821 | 1831 | 1836 | 1841 | 1846 | 1851 |
| ---- | ---- | ---- | ---- | ---- | ---- | ---- | ---- | ---- |
| 401  | 381  | 401  | 456  | 576  | 619  | 567  | 564  | 585  |

| 1856 | 1861 | 1866 | 1872 | 1876 | 1881 | 1886 | 1891 | 1896 |
| ---- | ---- | ---- | ---- | ---- | ---- | ---- | ---- | ---- |
| 639  | 606  | 608  | 632  | 710  | 535  | 548  | 701  | 716  |

| 1901 | 1906 | 1911 | 1921 | 1926 | 1931 | 1936 | 1946 | 1954 |
| ---- | ---- | ---- | ---- | ---- | ---- | ---- | ---- | ---- |
| 729  | 806  | 828  | 858  | 864  | 884  | 825  | 752  | 714  |

| 1962 | 1968 | 1975 | 1982 | 1990 | 1999 | 2006 | 2008 | 2013  |
| ---- | ---- | ---- | ---- | ---- | ---- | ---- | ---- | ----- |
| 755  | 733  | 700  | 720  | 706  | 736  | 874  | 912  | 1 067 |

| 2018  | 2022  | - | - | - | - | - | - | - |
| ----- | ----- | - | - | - | - | - | - | - |
| 1 241 | 1 347 | - | - | - | - | - | - | - |

## Économie

### Revenus
En 2018  (données Insee publiées en septembre 2021), la commune compte 520 ménages fiscaux, regroupant 1 282 personnes. La médiane du revenu disponible par unité de consommation est de 19 230 € (20 330 € dans le département).

### Emploi
|                | 2008   | 2013   | 2018   |
| -------------- | ------ | ------ | ------ |
| Commune        | 7,6 %  | 10,9 % | 10,6 % |
| Département    | 10,1 % | 11,9 % | 12 %   |
| France entière | 8,3 %  | 10 %   | 10 %   |

En 2018, la population âgée de 15 à 64 ans s'élève à 735 personnes, parmi lesquelles on compte 76,9 % d'actifs (66,3 % ayant un emploi et 10,6 % de chômeurs) et 23,1 % d'inactifs,. En  2018, le taux de chômage communal (au sens du recensement) des 15-64 ans est inférieur à celui du département, mais supérieur à celui de la France, alors qu'en 2008 il était inférieur à celui de la France.
La commune est hors attraction des villes,. Elle compte 150 emplois en 2018, contre 109 en 2013 et 162 en 2008. Le nombre d'actifs ayant un emploi résidant dans la commune est de 495, soit un indicateur de concentration d'emploi de 30,4 % et un taux d'activité parmi les 15 ans ou plus de 60,3 %.
Sur ces 495 actifs de 15 ans ou plus ayant un emploi, 98 travaillent dans la commune, soit 20 % des habitants. Pour se rendre au travail, 92,3 % des habitants utilisent un véhicule personnel ou de fonction à quatre roues, 1,2 % les transports en commun, 4 % s'y rendent en deux-roues, à vélo ou à pied et 2,4 % n'ont pas besoin de transport (travail au domicile).

### Activités hors agriculture

#### Secteurs d'activités
78 établissements sont implantés  à Adissan au 31 décembre 2019. Le tableau ci-dessous en détaille le nombre par secteur d'activité et compare les ratios avec ceux du département,.
| Secteur d'activité                                                                                        | Commune | Commune | Département |
| Secteur d'activité                                                                                        | Nombre  | %       | %           |
| --- | ------- | ------- | ----------- |
| Ensemble                                                                                                  | 78      | 100 %   | (100 %)     |
| Industrie manufacturière, industries extractives et autres                                                | 7       | 9 %     | (6,7 %)     |
| Construction                                                                                              | 19      | 24,4 %  | (14,1 %)    |
| Commerce de gros et de détail, transports, hébergement et restauration                                    | 18      | 23,1 %  | (28 %)      |
| Information et communication                                                                              | 1       | 1,3 %   | (3,3 %)     |
| Activités financières et d'assurance                                                                      | 2       | 2,6 %   | (3,2 %)     |
| Activités immobilières                                                                                    | 2       | 2,6 %   | (5,3 %)     |
| Activités spécialisées, scientifiques et techniques et activités de services administratifs et de soutien | 7       | 9 %     | (17,1 %)    |
| Administration publique, enseignement, santé humaine et action sociale                                    | 14      | 17,9 %  | (14,2 %)    |
| Autres activités de services                                                                              | 8       | 10,3 %  | (8,1 %)     |

Le secteur de la construction est prépondérant sur la commune puisqu'il représente 24,4 % du nombre total d'établissements de la commune (19 sur les 78 entreprises implantées  à Adissan), contre 14,1 % au niveau départemental.

#### Entreprises et commerces
Les cinq entreprises ayant leur siège social sur le territoire communal qui génèrent le plus de chiffre d'affaires en 2020 sont : 
- Construction Generale Du Ceressou - CGC, travaux de maçonnerie générale et gros œuvre de bâtiment (6 393 k€) ;
- EURL Arnal, commerce de voitures et de véhicules automobiles légers (230 k€) ;
- SARL Jullian, commerce de gros (commerce interentreprises) de bois et de matériaux de construction (188 k€) ;
- SARL Sequoia, activités des sièges sociaux (173 k€) ;
- NFM Evenements, arts du spectacle vivant (52 k€).

### Agriculture
La commune est dans la « Plaine viticole », une petite région agricole occupant la bande côtière du département de l'Hérault. En 2020, l'orientation technico-économique de l'agriculture  sur la commune est la viticulture.
|               | 1988 | 2000 | 2010 | 2020 |
| ------------- | ---- | ---- | ---- | ---- |
| Exploitations | 117  | 76   | 51   | 45   |
| SAU (ha)      | 763  | 633  | 464  | 415  |

Le nombre d'exploitations agricoles en activité et ayant leur siège dans la commune est passé de 117 lors du recensement agricole de 1988  à 76 en 2000 puis à 51 en 2010 et enfin à 45 en 2020, soit une baisse de 62 % en 32 ans. Le même mouvement est observé à l'échelle du département qui a perdu pendant cette période 67 % de ses exploitations,. La surface agricole utilisée sur la commune a également diminué, passant de 763 ha en 1988 à 415 ha en 2020. Parallèlement la surface agricole utilisée moyenne par exploitation a augmenté, passant de 7 à 9 ha.
La majeure partie du vignoble d'Adissan s'établit sur des terrasses villafranchiennes, composées de galets de quartz, silex et calcaires emballés dans une matrice argilo-sableuse. De ce fait la plupart des vignes sont classées dans des secteurs AOC. La douceur du relief permet de cultiver toutes les surfaces disponibles, ce qui permet d'avoir une grande variété d'expositions.
Les principaux cépages cultivés sont : la clairette, le carignan, la syrah, le grenache et le cinsault. Ces cépages méditerranéens sont bien adaptés au terroir sec et chaud d'Adissan.

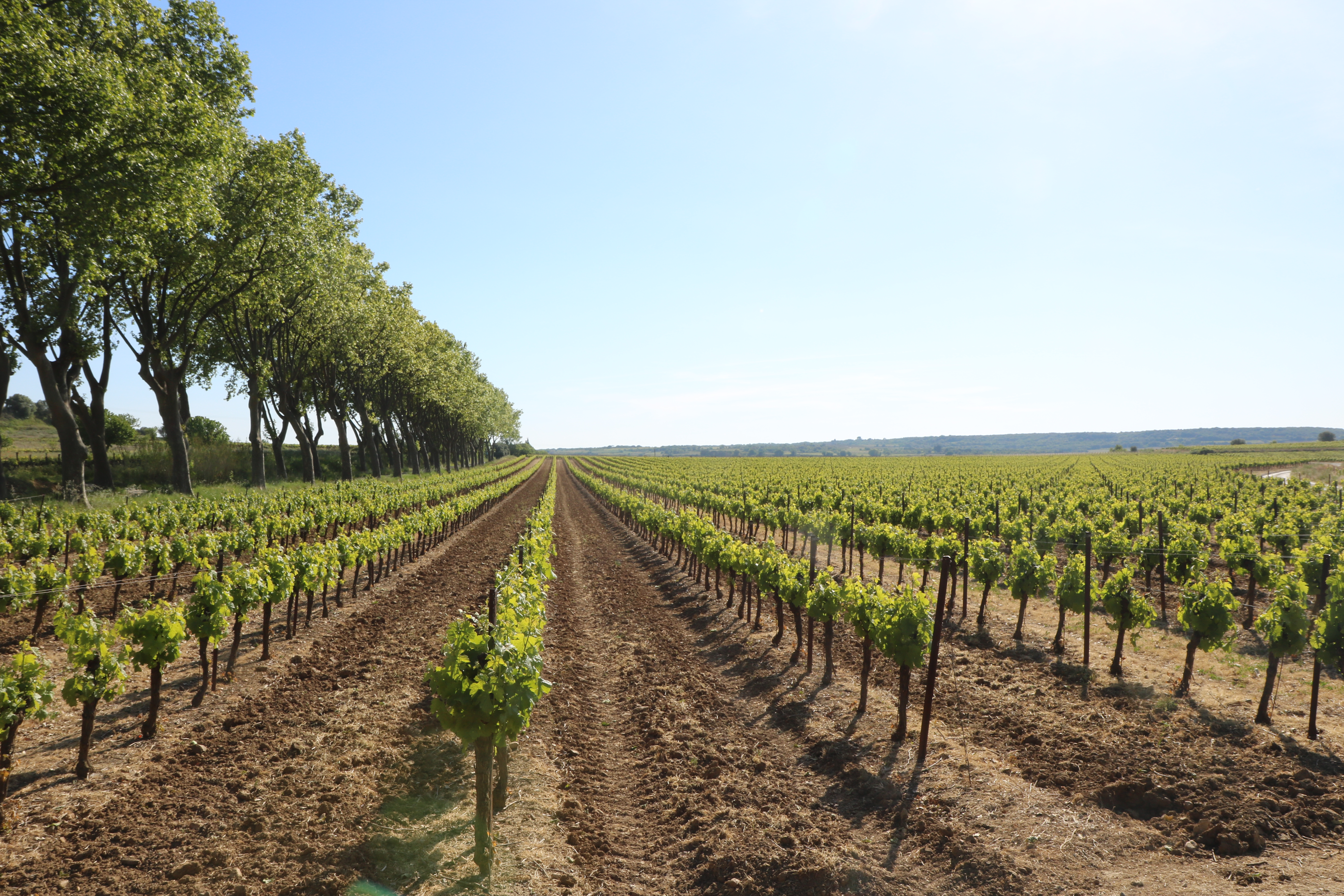
Vignoble près de la route de Nizas.

La principale spécificité de la production est la clairette du Languedoc. En effet, Adissan est considéré comme en étant le berceau.
Il s'agit d'un vin blanc d'appellation d'origine contrôlée (une des plus anciennes de la région : 1948), produit à partir d'un cépage unique : la clairette blanche. Il peut se décliner en sec, moelleux, rancio (après une période d'élevage tendant à amener une oxydation maîtrisée) et en vin de liqueur.

## Culture locale et patrimoine

### Lieux et monuments
- Chapelle Notre-Dame de la Roque d'Adissan.

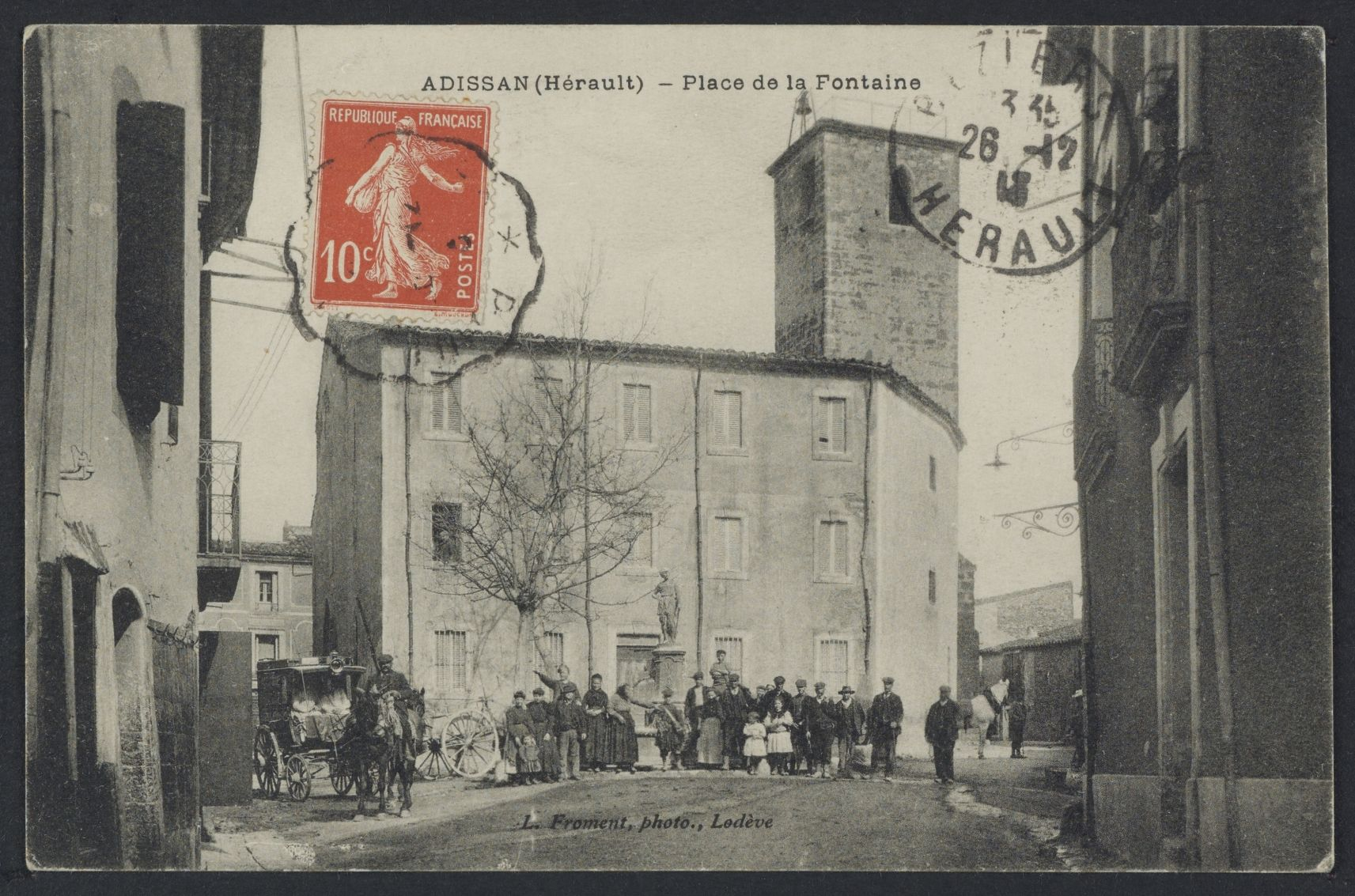
Adissan. - Place de la Fontaine, 1913.

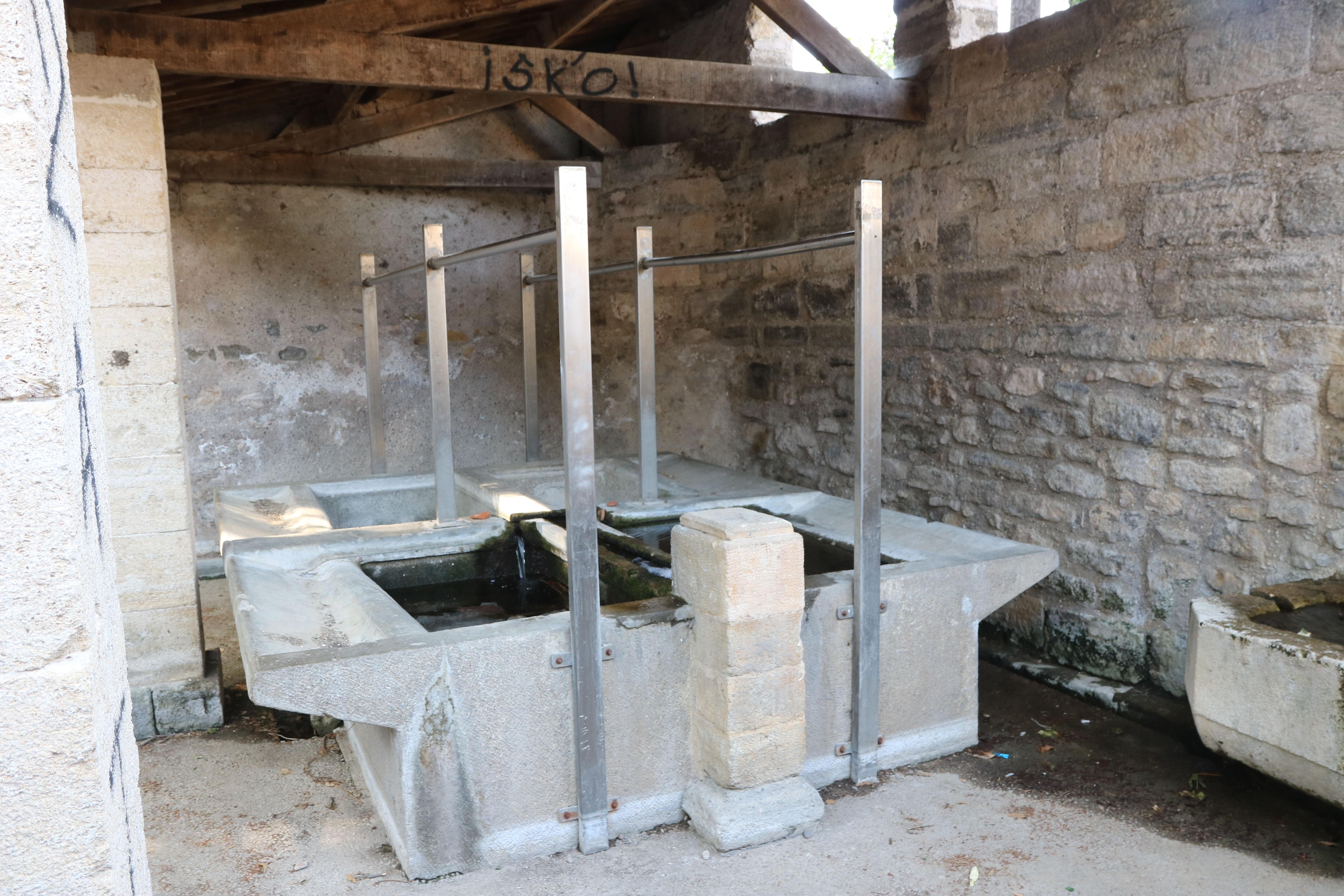
Ancien lavoir.

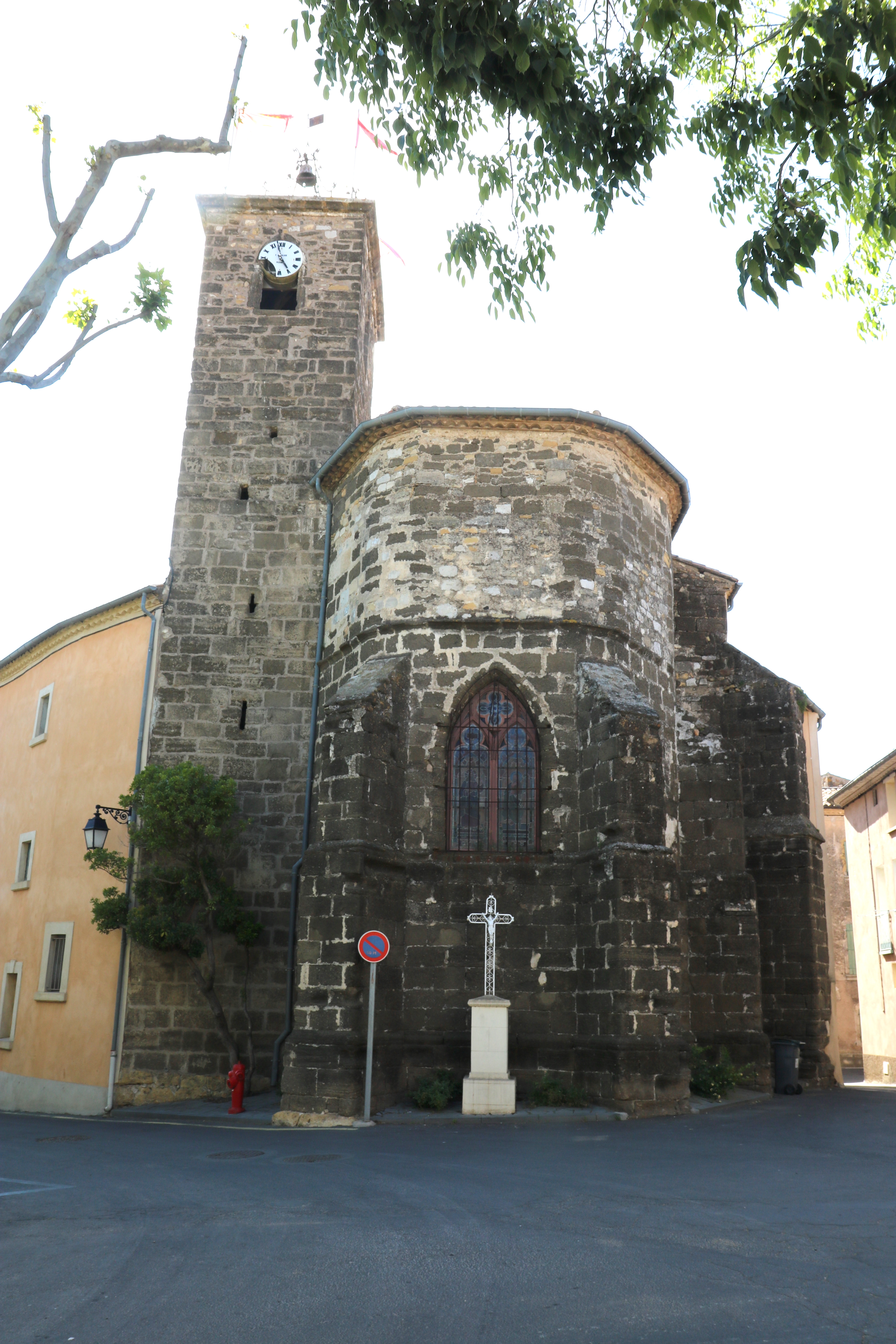
Chevet et clocher de l'église Saint-Adrien.

#### Église Saint-Adrien
L'édifice est référencé dans la base Mérimée et à l'Inventaire général Région Occitanie. Plusieurs objets sont référencés dans la base Palissy (voir les notices liées).
La nef unique de trois travées est couverte de voûtes d'ogives quadripartites qui retombent sur des culots sculptés. La première travée de la nef est bordée de deux chapelles latérales voûtées d'ogives et une tribune reposant sur des arcades est installée contre le revers de la façade occidentale. La dernière travée de la nef est bordée de deux chapelles latérales couvertes d'une voûte d'arêtes. Le deuxième culot nord est sculpté d'une tête couronnée coiffée à la mode Saint-Louis. Le premier culot sud est sculpté de deux personnages, vêtus d'une tunique plissée et établis de part et d'autre sur une diagonale. Le clocher s'élève au sud du chevet. L'abside pentagonale, plus étroite et plus basse que la nef, est voûtée d'ogives sexpartites qui retombent sur des culots massifs modernes. Une pierre de grès froide et de forte densité est utilisée dans la maçonnerie des murs alors qu'une pierre calcaire de petit appareil a été utilisée pour la maçonnerie des voûtes.

#### La Cave Coopérative «La Clairette d'Adissan»
La Cave Coopérative « La Clairette d'Adissan » a été fondée en 1928[réf. nécessaire].

### Héraldique
Les armoiries d'Adissan se blasonnent ainsi :
|  | Écartelé, au premier et au quatrième d'azur au pairle losangé d'or et de gueules, au second et au troisième de gueules à une rose des vents d'or. |

 adoptée par délibération municipale du 30 avril 2014.